# コシキハネジネズミ
コシキハネジネズミ（Rhynchocyon chrysopygus）は、哺乳綱ハネジネズミ目ハネジネズミ科テングハネジネズミ属に分類される哺乳類。

## 分布
ケニア南東部固有種

## 形態
体長23.5-31.5センチメートル。尾長19-26.3センチメートル。体重0.5キログラム。ハネジネズミ科最大種。臀部の皮膚は分厚い。尾の先端は白い。全身の毛衣は赤褐色や濃褐色、臀部の毛衣は黄色。黄色い臀部によりあえて外敵に発見されやすくなり、それにより外敵がすぐに捕食行動に移るため待ち伏せを避ける事ができると考えられている。加えて臀部の皮膚が分厚いこともあり、外敵の攻撃を臀部に向けることで致命傷を避け生存率を上げる効果があると考えられている。
後肢の第1趾がない。

## 生態
森林に生息する。地表棲で、穴は掘らない。昼行性で、夜間は地面に窪みを掘って幅1メートルにわたり落ち葉を敷いた巣で休む。1つの縄張りの中には10以上の巣があり、捕食者に記憶されることを防ぐため毎晩異なる巣を使用する。単独もしくはペアで平均1.7ヘクタールの隣接した縄張りを形成し生活する。縄張りに同性が侵入すると追い払う。侵入者に対しては激しく争い臀部に噛みつくこともあるが、上記のように臀部の皮膚が分厚いため深手を負うことは少ない。時速25キロメートルの速さで跳躍することができる。遠くにいる外敵を発見すると尾で数秒ごとに地面を叩いて音を出し、これにより捕食者は既に自分の存在を察知され逃げ切られてしまうと判断し襲うことをあきらめてしまう効果と、隣接した縄張りにいるペアの片割れに捕食者がいることを伝えるためと考えられている。
食性は動物食で、昆虫（アリ、ゴキブリ、シロアリ、甲虫、バッタなど）、クモ、多足類、ミミズなどを食べる。吻や前肢を使って地中、倒木や石の下にいる獲物を探って掘りだし、捕食する。
繁殖形態は胎生。妊娠期間は約42日。1回に1頭の幼獣を年に4-5回に分けて産む。寿命は4-5年。

## 人間との関係
生息地では食用とされることもある。
分布が局所的であることに加えて、林業や農地開発、ヤギによる生息地の破壊、野火による獲物の減少、食用の採集、生息地へのイヌの侵入などにより生息数は減少している。